# Hôtel de ville d'Arles-sur-Tech
L'hôtel de ville d'Arles-sur-Tech, également appelé villa Las Indis ou villa Les Indis, sur la commune d'Arles-sur-Tech, dans le département français des Pyrénées-Orientales, est une villa édifiée de 1900 à 1901 et aujourd'hui devenue l'hôtel de ville de la commune.

## Historique
La villa Las Indis est bâtie en 1900 et 1901 selon les plans de Joseph-Pierre Monin, ingénieur et propriétaire des lieux.
En 1923, le monument aux morts de la commune, une statue du sculpteur céretan d'adoption Manolo représentant une Catalane assise, est installé dans le parc de la mairie.
Le bâtiment fait l'objet d'une inscription des monuments historiques depuis le 3 avril 1987.